# Краматорск
Крамато́рск (на украински: Крамато́рськ; на руски: Крамато́рск) е град в източна Украйна, Донецка област. Основан е през 1868 г., получава статут на град през 1932 г. Краматорск е център на едноименния район, чието население към януари 2021 г. възлиза на 553 559 жители. Населението на града през 2021 г. е 150 084 души.

## История
Краматорск е основан през 1868 г., когато е построена Краматорската гара на железопътната линия Курск-Харков-Азов, недалеч от Петровка. През 1878 г. става възлова станция за товари и пътници благодарение на изграждането на Донецката въглищна железница. През 1885 г. до гарата е изграден заводът за вар и алабастър на Едгар Аделман, което поставя началото на индустриалното развитие на Краматорск. Десет години по-късно в близост до него е открит и механично-леярски завод на В. Фицнер и К. Хампер. Оттогава в Краматорск се развиват металургията и машиностроенето.
През 1896 г. немска фирма открива фабрика за производство на машини за минната и железопътната промишленост и свързания с него металургичен завод. До 1914 г. населението на града достига 4000 жители.
По време на Втората световна война Краматорск е окупиран от германските войски от 27 октомври 1941 г. до 5 февруари 1943 г. и отново от 27 февруари до 6 септември 1943 г., когато е превзет от Съветската армия.
След окупацията на Донецк от проруските сили през 2014 г. Краматорск служи като временен украински административен център на Донецка област.  С избухването на военните действия през 2014 г. градът временно е окупиран, някои фабрики са частично разрушени, няколко десетки души са убити. На 10 февруари 2015 г., преди офанзивата на Донецка народна република в Дебалцево, Краматорск е ударен с руски ракети „Смерч“, изстреляни от окупирана Горловка; 17 души са убити, а ранените са около 4 пъти повече.
Градът е един от първите, атакувани от руските сили в хода на инвазията на Русия в Украйна, започнала на 24 февруари 2022 г. На 44-тия ден от нападението - 8 април - е извършена ракетна атака срещу жп гарата в града, която отнема живота на най-малко 52 души, а стотици са ранени.

## География и икономика
Краматорск се намира в северната част на Донецка област и е разположен на река Казенни Торец, приток на река Северски Донец. Градът е център на машиностроенето на Донбас и един от най-големите центрове на тежката машиностроителна индустрия в Украйна, както и важен транспортен възел. Заема пето място в областта по численост на населението (след Донецк – 905 364, Мариупол – 431 859, Макеевка – 340 337 и Горловка – 241 106)

## Население

### Етнически състав
Численост и дял на етническите групи според преброяването на населението през 2001 г. (над 50 души):
| Етническа група              | Численост | Дял (в %) |
| Общо                         | 180 487   | 100,00    |
| Украинци                     | 123 228   | 68,27     |
| Руснаци                      | 51 804    | 28,70     |
| Беларуси                     | 1 266     | 0,70      |
| Арменци                      | 1 125     | 0,62      |
| Азербайджанци                | 323       | 0,17      |
| Евреи                        | 250       | 0,13      |
| Гърци                        | 211       | 0,11      |
| Цигани                       | 192       | 0,10      |
| Татари                       | 181       | 0,10      |
| Молдовани                    | 155       | 0,08      |
| Поляци                       | 140       | 0,07      |
| Германци                     | 134       | 0,07      |
| Грузинци                     | 134       | 0,07      |
| Българи                      | 71        | 0,03      |
| Удини                        | 71        | 0,03      |
| Чуваши                       | 54        | 0,02      |
| Мордовци                     | 53        | 0,02      |
| Други и не самоопределили се | 1 095     | 0,60      |